# نهر تامبسي
نهر تامبسي هو نهر في شمال سومطرة، إندونيسيا. وهو أحد روافد نهر باتانغ هاري. ومن روافد تامبسي نهر مرانجين.